# L'Horloger amoureux
Pour plus de détails, voir Fiche technique et Distribution.
L'Horloger amoureux (Allez Oop) est un court métrage américain réalisé par Buster Keaton et Charles Lamont, sorti en 1934.

## Synopsis
Elmer est un horloger de quartier secrètement amoureux d'une de ses clientes, la belle Paula. Celle-ci contribue bien involontairement à rendre toc-toc notre horloger pourtant déjà bien en difficultés avec les tic-tac et ressorts en tous genres. Il parvient pourtant à l'inviter à un spectacle de cirque. Malheureusement, Paula cède définitivement au charme d'un bel acrobate. Il suffit pourtant d'une maladresse de ce dernier pour qu'Elmer devienne aussi habile qu'une araignée sur un mur, et coupe le fil entre la belle Paula et cet acrobate de passage. Sauvée d'un incendie, la belle jette alors ses flammes sur le timide-téméraire horloger-acrobate-pompier, lui remettant ainsi les pendules à l'heure.

## Fiche technique
- Producteur : E. H. Allen, E. W. Hammons
- Langue : anglais
- Date de sortie : 
  - États-Unis : 25 mai 1934

## Distribution
- Buster Keaton : Elmer
- Dorothy Sebastian : Paula Stevens
- George J. Lewis : The Great Apollo
- Harry Myers : un spectateur du cirque
- The Flying Escalantes : une troupe d'acrobates
- Leonard Kibrick : garçon regardant Buster (non crédité)